# حصار مازاغان
حصار مازاغان، هي جزء من المعارك التي خاضها السعديون في عهد عبد الله الغالب لاسترداد الثغور المحتلة من قبل البرتغاليين.